# AOC Moulis-en-Médoc
Moulis o Moulis-en-Médoc es una denominación de origen de la región vinícola de Burdeos. Se trata de tintos que se elaboran en determinadas parcelas de la comuna de Moulis y algunas que la rodean, excluyéndose las parcelas que reposan sobre aluviones modernos y arenas sobre subsuelo impermeable. Los vinos de esta denominación provienen de un ensamblaje con las variedades cabernet sauvignon, cabernet franc, carménère, merlot, malbec y petit verdot.
Los vinos deben elaborarse con mosto que contenga un mínimo antes de todo enriquecimiento o concentración, de 178 gramos de azúcar natural por litro y presentar, después de la fermentación, una graduación alcohólica mínima de 10,5°.
El límite de rendimiento por hectárea de viñedo será de 45 hectolitros. La producción media anual es de 34.750 hectolitros, y la superficie declarada la de 600 hectáreas.
El reconocimiento del Moulis o Moulis-en-Médoc como appellation d'origine contrôlée (AOC) data de 1938. A partir de 1973, es una denominación de origen protegida (PDO) ante la Unión Europea.